# SMS Radetzky
SMS Radetzky var ett slagskepp som tillhörde den österrikisk-ungerska marinen. Hon var det andra fartyget i Radetzky-klass som hon utgjorde tillsammans med systerfartygen SMS Erzherzog Franz Ferdinand och SMS Zrínyi. Fartyget, som fick sitt namn efter den österrikiske generalen Josef Radetzky, sjösattes den 3 juli 1909 och togs i tjänst den 15 januari 1911. Efter första världskrigets slut överlämnades hon till Italien där hon skrotades 1921.